# 仇時隆
仇時隆（16世紀—17世紀），字伯遘，山西平陽府曲沃縣人，明朝政治人物。

## 生平
仇時隆是萬曆七年（1579年）的舉人，次年（1580年）會試中副榜，之後十次未能考中進士，銓選授胙城知縣，審核土地肥瘠以平均當地的徭役，又著重學校，縣內有王姓和李姓生員皆有文名，而李姓生員名聲更為顯著，他卻置王姓生員第一，對教諭說「李生振秀、王生氣昌，王生一定比李生早得功名。」當年秋天鄉試，王生果然考中舉人，李生僅中鄉試副榜；在童子試中提拔王攀龍為首，有人說對方貧窮，他笑說：「我不是市井之徒。」不久其父母去世，仇時隆出資協助其學習，三年後王攀龍亦考中舉人，很快他因為足疾辭官回鄉，行李蕭然，縣人立碑紀念其治行。
仇時隆兒子仇文茲，是天啓元年恩貢、天啓四年舉人，擅長書法有名聲，未仕而逝。

## 引用
1. 1 2  四庫全書《山西通志·卷一百十一·人物十一》：仇時隆，字伯遘，曲沃人，舉萬厯己卯鄉試，明年中會試乙榜。十上公車不第，授胙城知縣，縣役苦不均，時隆分鍵二總胥，各給紙筆令疏其肥瘠，取相符者類之編審，豪家率借搢紳，為關白姑高其則，未幾刺紛來則畧減以示寬役，遂平。尤加意學校，邑王李二生胥有文名，而李為尤著，時隆獨甲王，語學博曰：「李振秀、王氣昌也，捷必王前。」是秋王果前茅，李僅列副車，童子中拔王攀龍為首，或言其貧，笑曰：「吾非市士也。」王尋遇艱，厚賻之俾成其學，後三年亦以捷聞，涖邑期年以足疾歸，行李蕭然，邑人碑其治行於道周以志不忘。子文茲，天啓元年恩貢，四年舉人，工書法，文名藉甚，未仕卒。